# Безанж ла Птит
Безанж ла Птит (фр. Bezange-la-Petite) насеље је и општина у североисточној Француској у региону Лорена, у департману Мозел која припада префектури Шато Сален.
По подацима из 2011. године у општини је живело 93 становника, а густина насељености је износила 11,73 становника/km². Општина се простире на површини од 7,93 km². Налази се на средњој надморској висини од 250 метара (максималној 290 m, а минималној 209 m).

## Демографија
| 1962. | 1968. | 1975. | 1982. | 1990. | 1999. | 2011. |
| ----- | ----- | ----- | ----- | ----- | ----- | ----- |
| 135   | 136   | 120   | 111   | 87    | 100   | 93    |

График промене броја становника у току последњих година